# Huy (Adelsgeschlecht)
Derer von Huy ist eine Familie des belgischen Adels, das erstmals Anfang des 11. Jahrhunderts bezeugt ist. Die Familie existierte in mehreren Linien
- Die Linie der Vögte von Huy, die im 14. Jahrhundert ausstarb.
- Die Linie der Herren von Spontin, ursprünglich auch Herren der Burg Beaufort bei Ben-Ahin, heute eine Ruine in einem Ortsteil von Huy (Belgien), die im 16. Jahrhundert ausstarb.
- Die Linie der Herren von Freÿr, die 1782 den erbland-niederländischen Titel „Duc de Beaufort-Spontin“ erhielt und 1789 in der Reichsgrafenstand erhoben wurde. Diese Linie besteht noch heute.

Neben den Herzögen von Beaufort-Spontin ist das bekannteste Familienmitglied Jeanne de Spontin, eine Mätresse des burgundischen Herzogs Johann Ohnefurcht.

## Stammliste (Auszug)

### Die Vögte von Huy
1. Boson, Vogt von Huy 1032
  1. Walter, Vogt von Huy 1066/91
    1. Boson, Vogt von Huy 1063/1106

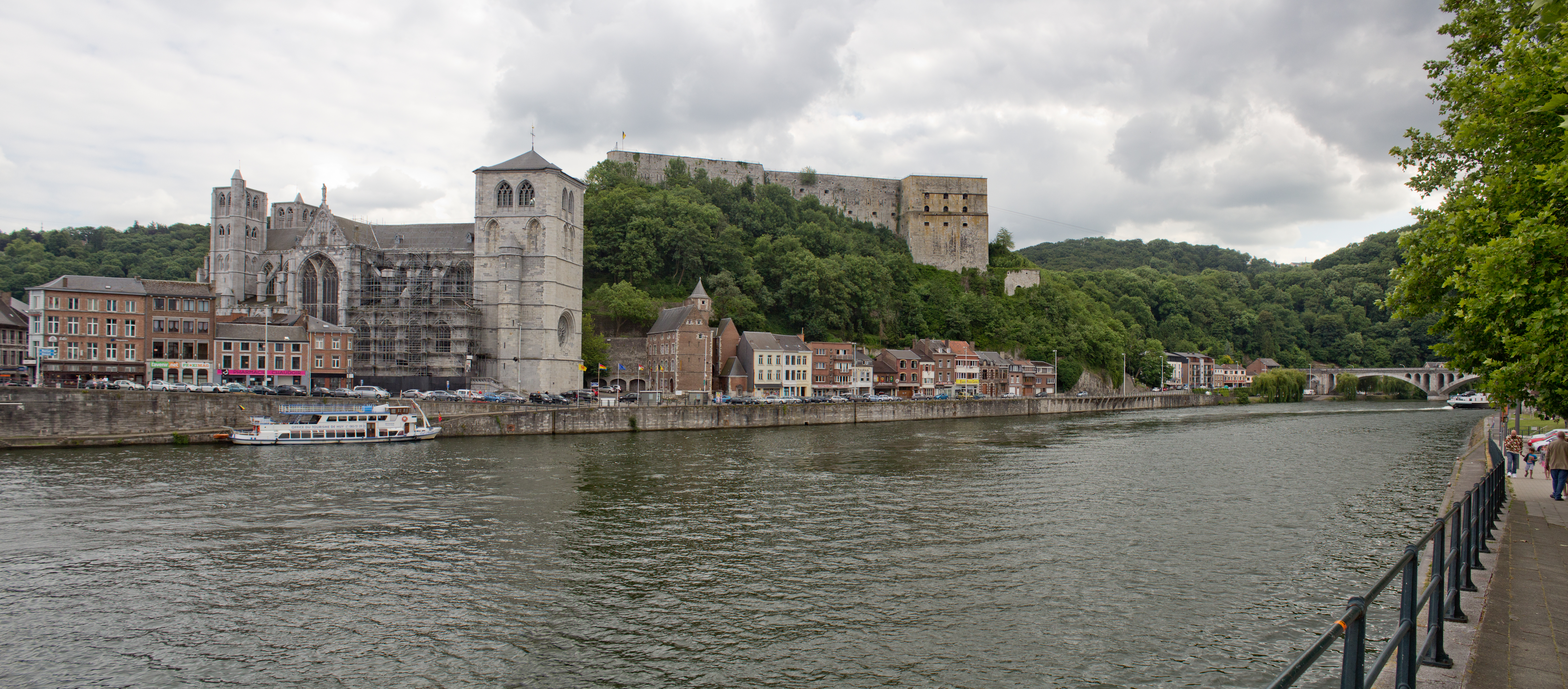
Huy (Belgien)

      1. Walter, Burggraf von Huy 1116/27, 1129/36 Vogt von Huy
        1. Walter, Vogt von Huy 1157/82
          1. Walter, Vogt von Huy 1182/1235
            1. Walter, Vogt von Huy 1233/58 bezeugt
              1.  ? Henri, Vogt von Huy 1271
                1.  ? Walter, Vogt von Huy 1297
                  1.  ? Simon, Vogt von Huy 1304
                  2.  ? Walter, Vogt von Huy 1316/33

        2. Lambert, 1157/70 bezeugt – Nachkommen siehe unten

### Die Herren von Spontin

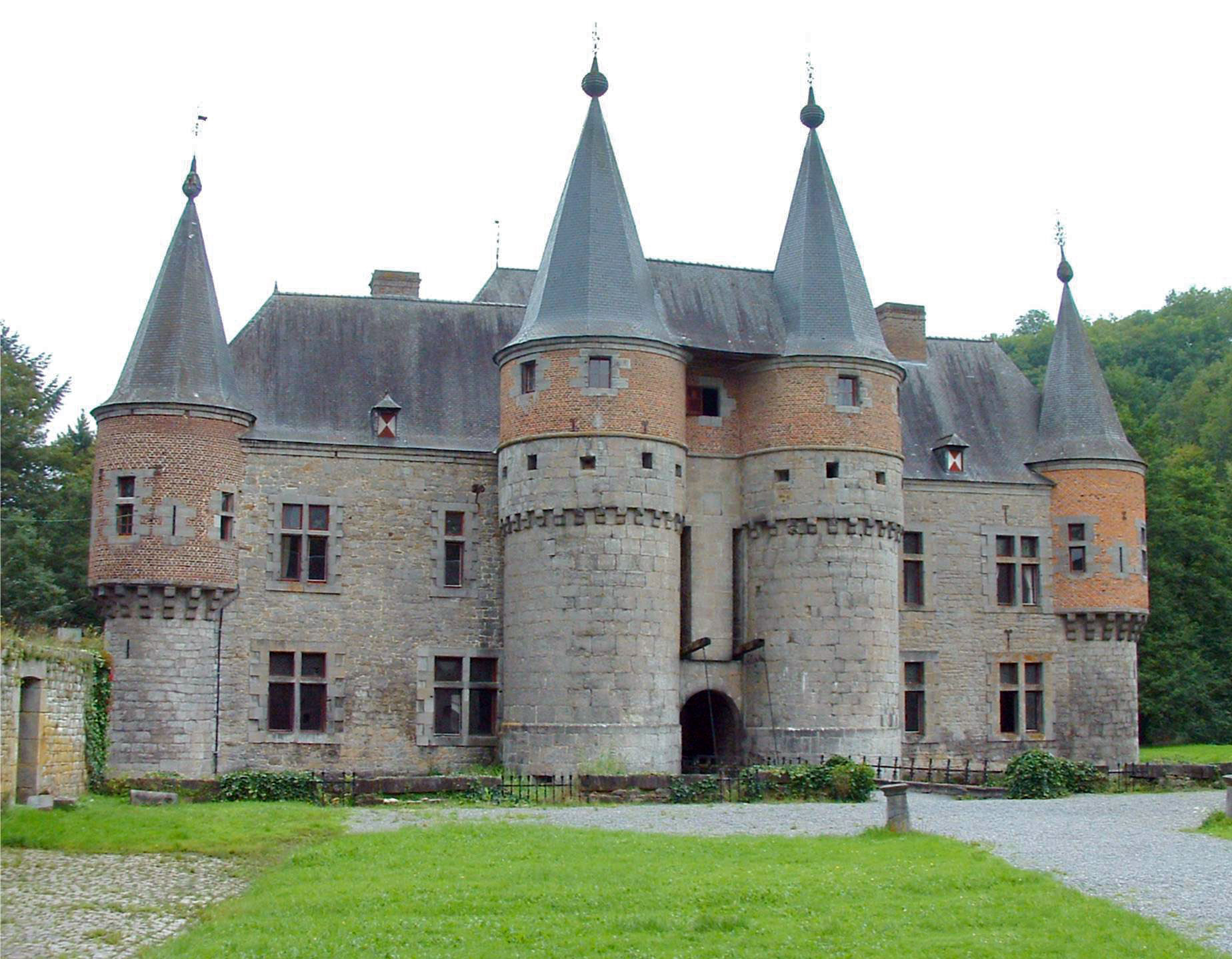
Schloss Spontin, Gemeinde Yvoir, Belgien

1. Lambert, 1157/70 bezeugt – Vorfahren siehe oben
  1. Libert, Seigneur de Spontin
    1. Pierre, † vor 1289
      1. Guillaume, † 1321, Seigneur de Spontin et de Gedinne
        1. Guillaume, † 1385, Seigneur de Spontin, de Gedinne et de Tamine
          1. Guillaume, Seigneur de Spontin et de Courrière
            1. Robert, Seigneur de Spontin, de Wavre, de Beaurain, de Gedinne, de Faubeck et de Courrière
              1. Guillaume, † um 1455, Seigneur de Spontin
                1. Robert, † 1467, Seigneur de Spontin et de Wavre
                  1. Jean, † 1517, Seigneur de Spontin et de Wavre
                    1. Marguerite, † 1562, Erbin von Spontin, Courrière, Dorinne und Bois; ⚭ I Jean de Glymes, Baron de Florennes (Haus Glymes); ⚭ II François de Baillet, Seigneur de Grez

                2. Jeanne, zu Furnode (vermutlich die Mätresse des Herzogs Johann Ohnefurcht von Burgund)[1] ; ⚭ Jean de Celles

            2. Guillaume, † 1434, Seigneur de Dorinne et de Courrière
              1. Guillaume, Seigneur de Wainage, de Bricquemont et d’Haudrimont
                1. Louis, zu Bricquemont; ⚭ I Werner d’Argenteau, † vor 1503; ⚭ II Jean de Seraing

            3. Jacques, † 1439, Seigneur de Freyr, de Sorinne et de Senenne – Nachkommen siehe unten

### Die Herren von Freÿr

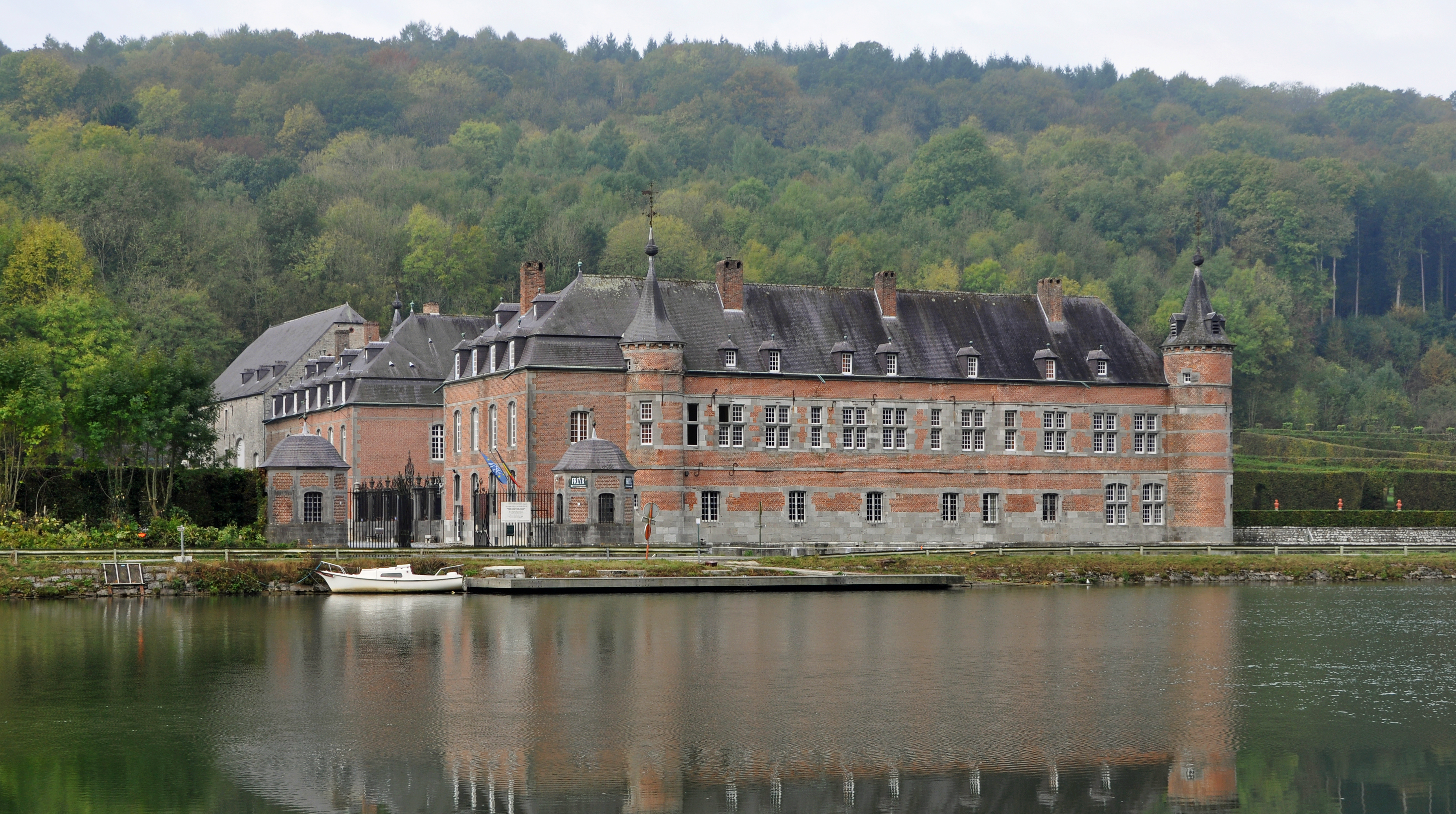
Schloss Freÿr an der Maas, Belgien

1. Jacques de Spontin, † 1439, Seigneur de Freyr, de Sorinne et de Sénenne – Vorfahren siehe oben
  1. Guillaume, † 1476, zu Freyr
    1. Jacques, † 1504, zu Freyr
      1. Jeanne, † 1558, zu Freyr (vermutlich die Mätresse von Johann von Burgund (1438–1499) zu Rothuyn und Helmsmortel[2])

    2. Guillaume, Seigneur de Sorinne
      1. Guillaume, Seigneur de Sénenne et de Vézin
        1. Guillaume, † 1585, Seigneur de Sénenne, de Vézin et de Freyr
          1. Jacques, † 1605, Seigneur de Freyr, de Waseiges etc.
            1. Hubert, † 1654, Seigneur de Sénenne, de Waseiges et de Crupet
              1. Jacques, † 1669, Baron de Spontin, Seigneur de Freyr, d’Onhaye, de Waseiges et de Chestreven
                1. Jacques Vincent, † 1731, Seigneur de Château-Thierry, de Waseiges, de Freyr et d’Onhaye, kaiserlicher Staatsrat
                  1. Guillaume Eugène Joseph, † 1766, Baron de Spontin, Vicomte d’Esclaye
                  2. Charles Albert, † 1753, 1746 erbland-niederländischer Comte et Marquis de Beaufort-Spontin; ⚭ Marie Marguerite Rose Dorothée Victoire Comtesse de Glymes, Marquise de Courcelles et de Florennes, Erbin von Spontin, † 1755, Erbtochter von Jean Victurnien Joseph und Marguerite Ferdinande Isabelle de Glymes, Marquise de Florennes (Haus Glymes) – Nachkommen siehe Beaufort-Spontin
                  3. Philippe Alexandre, † 1799, 1746 erbland-niederländischer Comte de Beaufort